# Dora Keen
Dora Keen (24 juin 1871 – 31 janvier 1963) est une voyageuse et alpiniste américaine ainsi qu'une travailleuse sociale et éducatrice.

## Biographie et expéditions

### Jeunesse
Dora Keen naît à Philadelphie ; elle est la fille du chirurgien William Williams Keen. Après avoir obtenu son diplôme du Bryn Mawr College en 1896, elle occupe des postes variés dans des organisations philanthropiques, à Philadelphie, incluant la Society for the Prevention of Cruelty to Children, the American Society for Labor Legislation, and the Society for Organizing Charity, aidant à enclencher d'importantes réformes.

### Voyages et alpinisme
Dans ses voyages, elle parcourt le continent nord-américain de l'Alaska à Panama, les deux côtes de l'Amérique du Sud et l'intérieur de sa partie sud, l'est, l'ouest et le sud de l'Asie ainsi que l'Afrique du Nord ; elle effectue également de nombreuses visites en Europe. Son activité en tant qu'alpiniste débute avec huit ascensions de sommets alpins de première catégorie en 1909-1910. Commençant avec l'opportunité de gravir le Cervin, Keen voyage à Zermatt (Suisse) durant l'été 1909, d'où elle gravit le Zinalrothorn, le mont Rose, le Weisshorn et le Cervin.
Au milieu de l'été 1911, son expédition inadéquatement préparée, organisée à la hâte, pour l'ascension du mont Blackburn en Alaska, est un échec, l'expédition perdant quatre jours et demi à essayer de franchir deux glaciers différents à la base de la montagne, sur un temps prévu de parcours de douze jours. Chaque effort est infructueux à cause d'avalanches ayant rendu les glaciers impraticables. Keen revient plus précocement dans l'année 1912 et, avec pour compagnons uniquement des prospecteurs locaux, accomplit le 19 mai la première ascension enregistrée du sommet Est, alors considéré comme le sommet principal. Sur les trente-trois jours que dure la partie entièrement sur glaciers, ils en passent vingt sans tente, dormant dans des igloos de neige à de basses températures dans des tempêtes extrêmes ; et durant dix jours ils n'ont que des bougies comme source d'énergie.

### Expéditions
L'expédition du mont Blackburn est immédiatement suivie par un voyage de 483 km à pieds et en bateau ouvert à travers la nature sauvage de l'Alaska jusqu'au fleuve Yukon ; sur 201 km, le trajet s'effectue par le col du Skolai, que Dora Keen est la première femme à franchir. En 1914, avec trois hommes, elle effectue des observations scientifiques des glaciers d'Harriman Fjord et College Fjord, Prince William Sound, Alaska, et fait les premières explorations du glacier Harvard, gagnant les sources de celui-ci.
Dora Keen contribue à de nombreux articles de magazines populaires et géographiques et fait des conférences sur ses expériences. Elle devient membre de la Royal Geographical Society de Londres en 1914.

### Vie privée
Dora Keen épouse George Handy le 8 juillet 1916, à McCarthy, Alaska, avec vue sur le mont Blackburn. Ils vivent à West Hartford, Vermont, et exploitent une ferme. Le couple divorce après seize années de mariage. À la suite de ce divorce, Keen vend des produits d'assurance et continue à voyager à travers le monde. En 1962, à quatre-vingt-onze ans, elle prévoit un tour du monde incluant l'Alaska, endroit où elle n'était pas retournée depuis 1916.

### Mort
Elle meurt à Hong Kong le 31 janvier 1963.